# Kirchenbuch

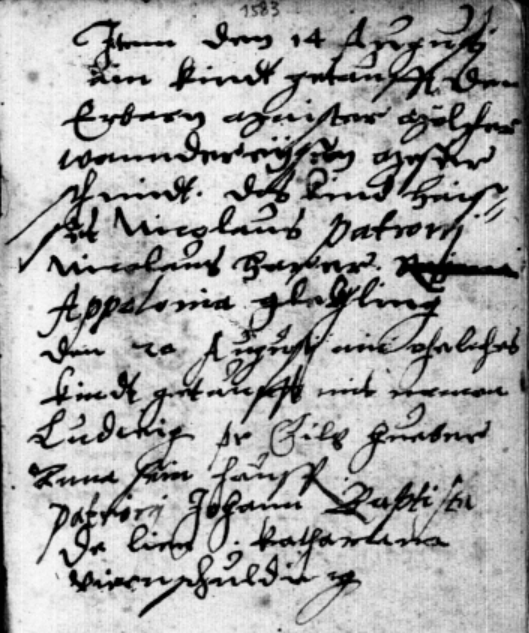
Das auf Frühneuhochdeutsch abgefasste Kirchenbuch (Tauf- und Heiratsregister) der Pfarre Bozen von 1583–1589, fol. 1 (Eintrag vom 14. August 1583)

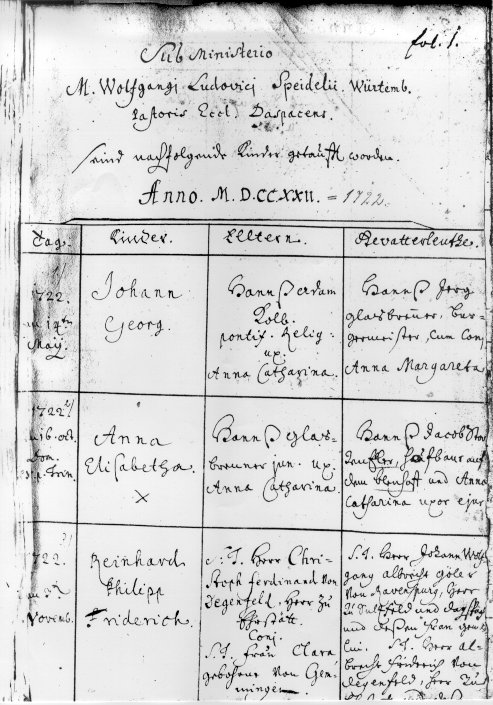
Kirchenbuch, hier ein Taufregister, aus dem 18. Jahrhundert

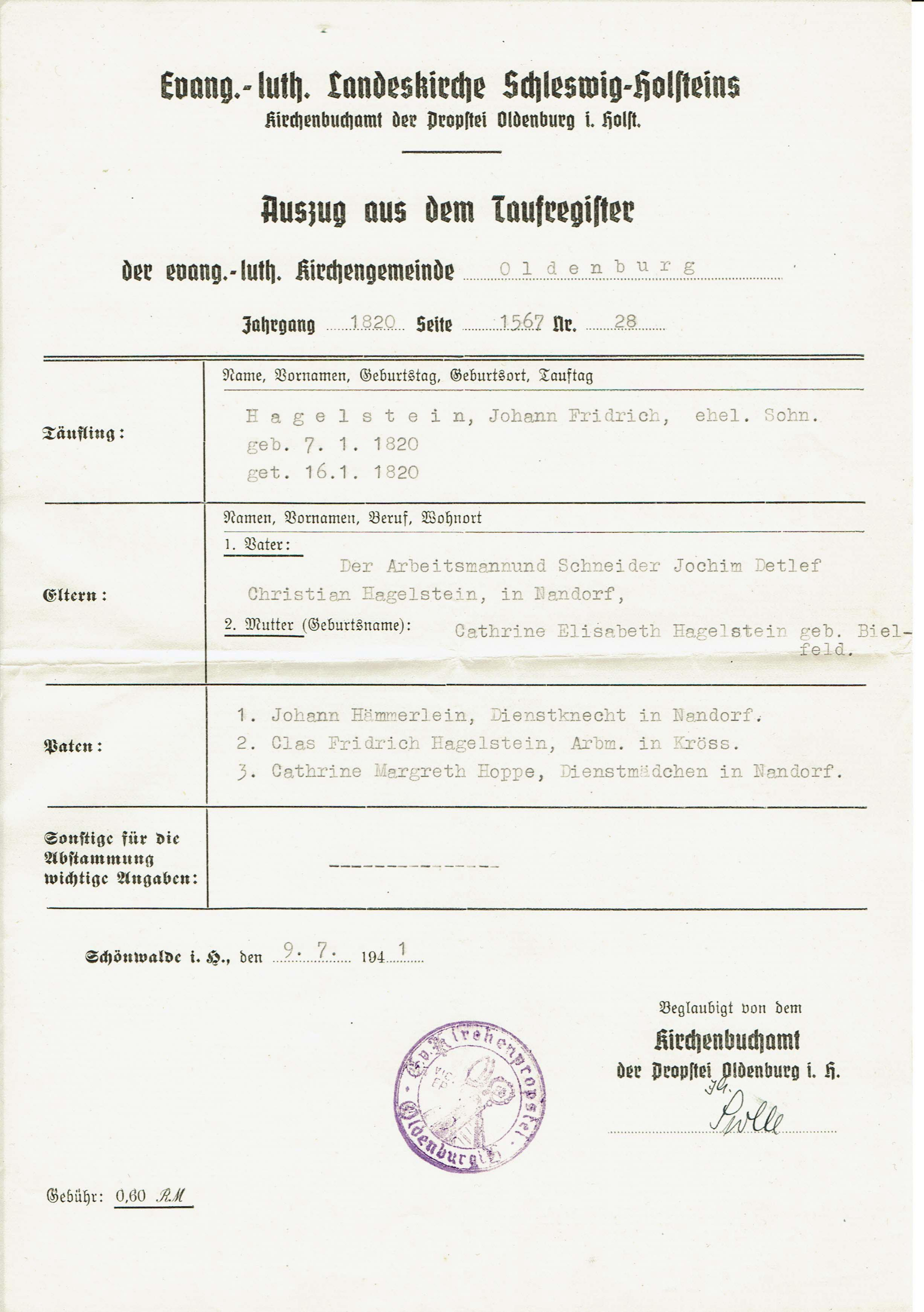
Auszug aus dem Taufregister (1941)

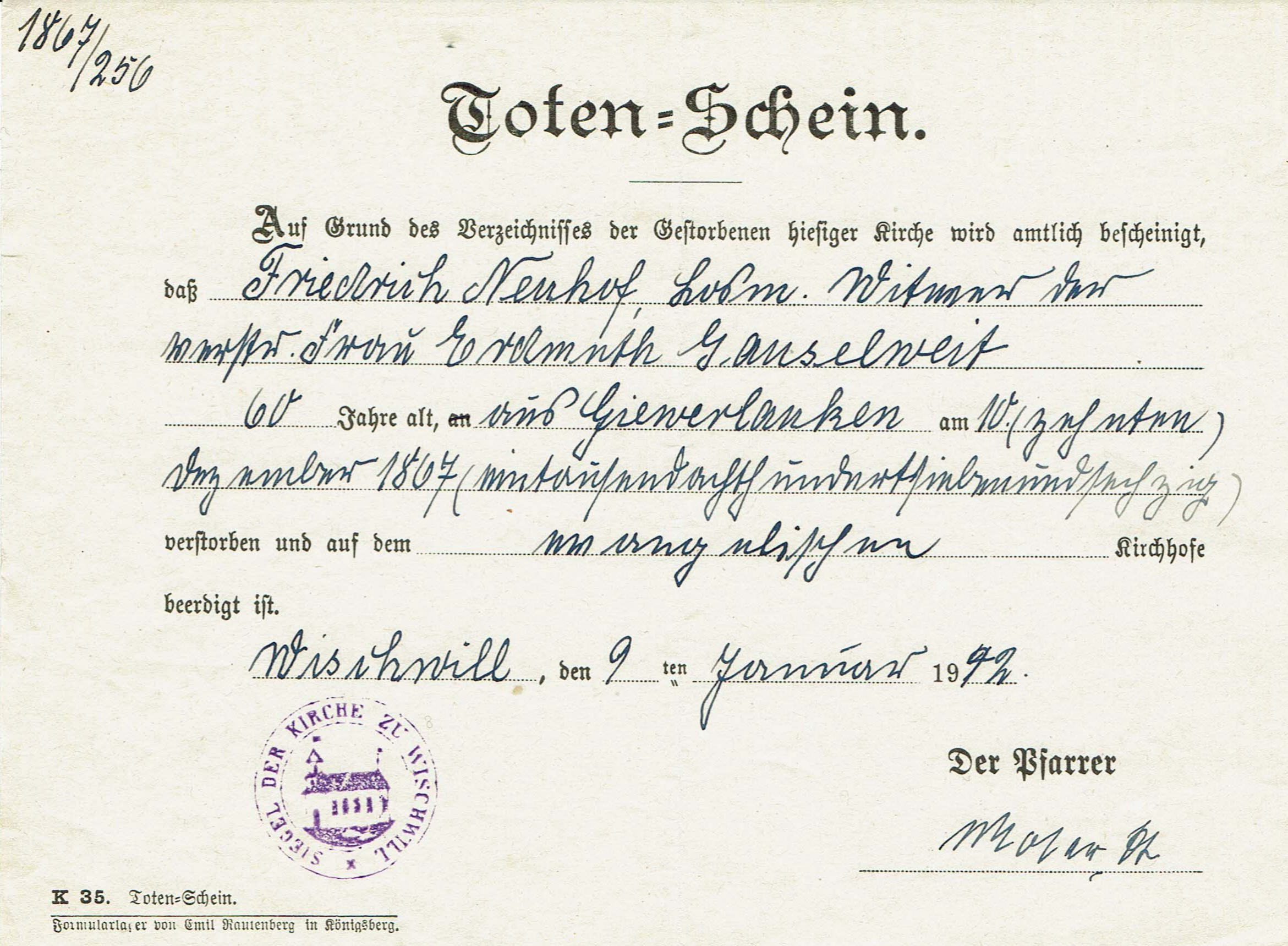
Totenschein (1942)

Kirchenbücher (auch Kirchenregister, Kirchenmatrikel, in Österreich Kirchen- oder Pfarr-Matriken, in der Schweiz der Rodel, die Rödel) sind Verzeichnisse über Taufen, Trauungen, Todesfälle, die von Pfarrern meist in chronologischer Reihenfolge angelegt werden. Sie sind öffentliche Urkunden über die in ihnen verzeichneten kirchlichen Amtshandlungen. Bis in die 1870er Jahre wurden Personenstandsfälle nur von den Religionsgemeinschaften verzeichnet. Heute werden die entsprechenden staatlichen  Personenstandsbücher in Standesämtern geführt. Historische Kirchenbücher sind wertvolle Quellen der Forschung. Pfarrämter sind nach wie vor zur Führung von Kirchenbüchern verpflichtet.
Kirchenbücher sind nicht zu verwechseln mit den Messbüchern, auch Missale genannt, die liturgischen Zwecken dienen. Allerdings werden seit dem 18. Jahrhundert vorzugsweise in reformierten Gegenden Sammlungen mit Texten für den Gottesdienst Kirchenbuch genannt, um sie von lutherischen Agenden abzugrenzen, deren Inhalt gesetzlichen Charakter hat. Auch Chroniken und Rechnungsbücher wurden und werden gelegentlich als Kirchenbücher bezeichnet.

## Inhalt
Zu unterscheiden sind:
- Taufbuch oder Taufregister. Hier sind die Daten der Geburt und der Taufe der jeweiligen Person sowie ihrer Eltern und Paten aufgezeichnet.
- Ehebuch, Heiratsbuch oder Copulationsregister (Copulation = Trauung). Hier sind die Daten der Eheschließung der beiden Ehepartner sowie (nicht immer) der Eltern und Trauzeugen aufgezeichnet. Vor der Einführung der Standesämter (in Deutschland 1876) wurde zudem ein Proclamationsregister geführt, in dem festgehalten wurde, dass die Verlobung rechtmäßig zustande gekommen war.
- Totenbuch oder Sterbebuch. Hier sind Todes- und Begräbnisdaten aufgezeichnet.
- Register der Erstkommunikanten (katholisch). Hier sind die Daten der Kinder und Erwachsenen verzeichnet, die nach der Taufe zum ersten Mal die Sakramente der Eucharistie und Buße empfangen haben.
- Register der Gefirmten (katholisch)
- Konfirmationsregister oder Konfirmandenbuch (evangelisch). Hier sind die konfirmierten Jugendlichen der Gemeinde sowie deren Eltern verzeichnet.
- Register der aus der Kirche ausgetretenen Personen
- Register der Konvertiten und Rekonziliierten (katholisch). Hier sind Personen verzeichnet, die in einer anderen christlichen Konfession gültig getauft und später in die Gemeinschaft der katholischen Kirche aufgenommen wurden (Konversion) und Katholiken, die nach einem vor der zuständigen staatlichen Stelle erklärten Kirchenaustritt durch bischöflichen Gnadenakt wieder in die volle Gemeinschaft der katholischen Kirche wiederaufgenommen wurden (Rekonziliation).
- Kommunikantenregister (historisch)
- Gräberverzeichnis der kirchlichen Friedhofsverwaltung

Oft sind zusätzliche Daten wie Wohnort oder Beruf der jeweiligen Person angegeben. Bei unehelichen Kindern wurden Taufname und Taufdatum mancherorts auf dem Kopf stehend eingetragen. Der Umfang der Eintragungen ist verschieden und hängt von den Gewohnheiten des zuständigen Pfarrers und dessen Kenntnissen über die Personen ab. Weil die Kirchenbücher in erster Linie kirchliche Handlungen belegen, wurden vor der Einführung verpflichtender Formulare ab dem 17. Jahrhundert oft nur Ort und Datum der Taufe bzw. der Beerdigung (in anderen Fällen nur das Todesdatum) genannt, nicht aber Geburt und Tod. In alten Kirchenbüchern fehlt bei Taufeintragungen oft der Name der Mutter oder sogar beider Eltern.
Die Kirchenbücher stellen oft die einzigen Aufzeichnungen über die Existenz von Personen dar, da die Eintragungen für alle Gemeindeglieder unabhängig von Stand, Geschlecht und Vermögen gemacht wurden. Sie sind damit wichtige Quellen der historischen, insbesondere der genealogischen Forschung. Das Lesen der Kirchenbücher setzt Kenntnisse der Schreibschrift früherer Zeit voraus (siehe Paläografie). Römisch-katholische Kirchenbücher sind bis ca. 1800 nahezu ausschließlich in lateinischer Sprache geführt, ab etwa dieser Zeit dann in der Landessprache, so wie zuvor schon die protestantischen Matrikeln. Bis zu diesem Zeitpunkt finden sich häufig auch unterschiedliche Schreibweisen der Familiennamen, da diese dem Pfarrer nur mündlich vorgetragen und häufig nicht aus anderen Dokumenten übernommen wurden. Erst aus der Zeit nach dem Dreißigjährigen Krieg, in dem Kirchenbücher in erheblichem Umfang verloren gingen, liegt eine großflächige Überlieferung der Kirchenbücher vor, wenn auch weitere Kriege erhebliche Verluste verursachten, so die Napoleonischen Kriege 1797–1809 und nicht zuletzt der Zweite Weltkrieg.

## Geschichte

### Mittelalter und Frühe Neuzeit
Die ältesten Kirchenbücher – sie liegen nur als Fragment vor – stammen aus dem 14. Jahrhundert und entstanden in der Provence und in Italien. Das älteste erhaltene Kirchenbuch aus dem deutschsprachigen Raum ist ein Taufbuch aus Basel, das 1490 begonnen wurde und sich heute im Britischen Museum in London befindet. Die ältesten Anweisungen, Kirchenbücher zu führen, stammen vom Konstanzer Bischof Friedrich III. von Zollern aus dem Jahr 1435. Die nachfolgende ständige Wiederholung der Anordnung beweist, dass Kirchenbücher in der Praxis offensichtlich nur schleppend eingeführt wurden. In seiner 24. Sitzung ordnete das Konzil von Trient per Erlass des Ehedekretes Tametsi vom 11. November 1563 die Anlage von Eheregistern und im Zusammenhang damit auch die Einführung von Taufbüchern an. Für die Führung von Sterbebüchern sowie von Firmmatrikeln wurden erst im Rituale Romanum im Jahr 1614 Formulare entworfen, aber auch für die Tauf- und Traumatrikel findet man erst hier genaue Formulare. Allerdings hatte das Rituale Romanum keinen verpflichtenden Charakter, so dass die tatsächliche Qualität der Eintragungen in den Kirchenbüchern weiterhin stark variiert. Auch die Sterbebücher waren immer noch nicht verpflichtend. In der Praxis dauerte es so oft noch Jahrzehnte, bevor Kirchenbücher auch überall konsequent geführt wurden. In den Gebieten, in denen sich die Reformation durchsetzte, wurden von Anfang an Kirchenbücher geführt. Diese sind damit also etwa 50 Jahre älter.
Pfarrer führten diese Aufzeichnungen oft auch im landesherrlichen Auftrag. Dadurch findet man für Zeiten, in denen bestimmte Konfessionen in bestimmten Regionen unerwünscht waren, auch Aufzeichnungen über Protestanten in katholischen Kirchenbüchern und umgekehrt (Simultanregister).
Die zuerst wohl unter Ludwig XIV. in Frankreich eingeführten Kirchenbuchduplikate mussten jährlich an staatliche Stellen abgegeben werden, um von dort aus die Fortschreibung der Bevölkerungsbewegung in statistischer Form für einzelne Landesteile und den Gesamtstaat durch eine zentrale Behörde zu ermöglichen (z. B. im Hinblick auf Todesursachen). Auch in Österreich und in Preußen verpflichtete Kaiser Joseph II. bzw. das Allgemeine Landrecht die Pfarrer oder Küster, für staatliche Zwecke Zweitschriften anzufertigen und abzuliefern.

### 19. Jahrhundert
Zum 1. Januar 1876 wurden im deutschen Reich mit dem Reichsgesetz über die Beurkundung des Personenstands und die Eheschließung die Beurkundungen der Geburten, Heiraten und Sterbefälle ausschließlich den vom Staat bestellten Standesbeamten mittels Eintragung in die dazu bestimmten Register übertragen, während in Österreich die Religionsgemeinschaften diese Aufgaben noch bis zum 1. Januar 1939 wahrnahmen.

### 20. Jahrhundert
Politische Bedeutung erlangten die Kirchenbücher in Deutschland durch die Rassenideologie des NS-Regimes. In dieser Zeit mussten Beamte und Mitglieder der NSDAP sowie ihrer Unterorganisationen ihre Abstammung mit dem so genannten Ariernachweis belegen, weshalb sehr viele Abschriften aus älteren Kirchenbüchern gefertigt wurden. Das Reichssippenamt hat damals viele Kirchenbücher der früheren deutschen Ostgebiete verfilmt. Diese Filme sind heute in der Zentralstelle für deutsche Personen- und Familiengeschichte Leipzig archiviert und zugänglich.
Viele Matrikeln wurden durch Dorfsippenbücher erschlossen, die deren Daten über den Zwischenschritt der Kirchenbuchverkartung zu Familien zusammenfassen und verbinden. Bereits weit vor 1933 einsetzend und über das Jahr 1945 hinaus bis zur Gegenwart sind mit dieser Methode die Kirchenbücher von bisher mehr als 2000 Gemeinden in einem Ortsfamilienbuch zusammengefasst und durch Drucklegung der Öffentlichkeit zugänglich gemacht worden.

## Heutige Verwendung
Heute sind Kirchenbücher innerkirchliche Aufzeichnungen. In Deutschland dienen für die Zeit vor Einführung des staatlichen Standesamtes und bei Verlust der Personenstandsregister (z. B. durch Kriegseinwirkung) die Kirchenbücher immer noch als Nachweis.
Um weiteren Verlusten vorzubeugen, sind in Deutschland die älteren Bände der Kirchenbücher in zentralen kirchlichen Archiven der Landeskirchen und Bistümer gelagert. Oft sind sie als Mikrofilm zugänglich und werden vermehrt auch digitalisiert und von den jeweiligen Archiven über verschiedene Internetportale bereitgestellt. In Österreich dagegen sind die Originale in den Pfarreien verblieben und Kopien werden bei den Diözesanverwaltungen aufbewahrt.
Die Südtiroler Kirchenbücher sind bereits vollständig digitalisiert und online gratis einsehbar.
Im Rahmen der ICARUS-Allianz kooperieren 250 Archive bzw. Institutionen aus 37 Ländern bei der Digitalisierung von kirchlichen (und anderen) Archiven und haben bis November 2018 bereits 25 Millionen Seiten von Kirchenbüchern erfasst.
Die Genealogische Gesellschaft von Utah kopiert Kirchenbücher aus religiösen Motiven (Totentaufe), macht sie aber einem großen Forscherkreis zugänglich.
Um eine Person im Kirchenbuch auffinden zu können, reicht oft das Datum der entsprechenden kirchlichen Handlung aus. Auf Urkunden findet man darüber hinaus folgende Angaben:
- die Nummer des Kirchenbuches,
- die Seite, lateinische Bezeichnung pagina, abgekürzt pag. oder p.
- oder die Blattzählung, lat. folio, abgekürzt fol. oder f. wobei hier angegeben wird, ob Vorderseite (recto) oder Rückseite (verso). Beispiel: f. 134v steht für „Blatt 134 verso“ (daneben gibt es mitunter auch andere Bezeichnungen).

## Verkauf von Kirchenbüchern
Kirchenbücher werden mitunter im Internet oder auf Flohmärkten/Sammlermärkten angeboten. Da diese Kirchenbücher im Regelfall Eigentum der Kirche sind, macht sich der Anbieter in diesen Fällen der Hehlerei strafbar.

## Klassifizierung
In Sachsen sind Kirchenbücher seit 1800 generell mit alphabetischen Namensregistern ausgestattet, vielfach auch in der Zeit davor. Kirchenbücher aus der Zeit vor 1700 besitzen manchmal Register, die nach den Vornamen geordnet sind. Bei der Register-Nutzung ist weiter die orthografische Veränderlichkeit von Familiennamen zu bedenken (siehe auch Phonetische Ordnung und Toter Punkt).

## Kirchenbücher in der Literatur
Das älteste erhaltene Kirchenbuch der Mark Brandenburg aus dem Jahr 1575 befindet sich in Gröben, einem brandenburgischen Dorf südwestlich von Berlin. Der Schriftsteller Theodor Fontane reiste in den Jahren 1860 und 1881 mehrfach nach Gröben, um das Kirchenbuch einzusehen, und berichtet in seinem Werk Wanderungen durch die Mark Brandenburg ausführlich über das Buch.